# Genseiryū
Genseiryū (玄制流?) è uno stile di karate che affonda le proprie radici nello Shuri-te, uno dei tre stili originali del karate di Okinawa in Giappone. Fu sviluppato da Seiken Shukumine (1925–2001) che combinò tecniche classiche con le proprie innovazioni, sviluppando in tal modo le particolari caratteristiche del Genseiryū. Shukumine ebbe due insegnanti famosi: Sadoyama e Kishimoto. Il nome Genseiryū fu usato per la prima volta nel 1953. In giapponese il nome si compone di tre differenti caratteristiche (kanji):玄制流.

## Dissoluzione nel 1962
Nel corso degli anni, alcuni allievi di Seiken Shukumine respinserò Taido e quindi continuarono il Genseiryū anche se Shukumine smise di insegnare il Genseiryū nei 1962. Poiché l'organizzazione ufficiale di Seiken Shukumine fu sciolta nel 1962, alcuni studenti decisero di provare Taido, ma successivamente lo abbandonarono costituendo dello lori organizzazioni, facendo un balzo "indietro" al Genseiryū e seguendo la loro strada. Questi sono gli altri: Nippon Karate-dō Budō Kyokai, Genwakai, Ryounkai, Keneikai e Seidokai. Butokukai, che furono costituiti tre anni prima del uscita dal mondo del karate da parte di Seiken Shukumine, fu continuata da Kunihiko Tosa, accettando la responsabilità di diventare il successore ufficiale. La più vecchia organizzazione di Genseiryū still esistente tutt'oggi è la Genseiryū Karate-do International Federation (1959).